# Anarta stigmosa
Anarta stigmosa là một loài bướm đêm thuộc họ Noctuidae. Nó được tìm thấy ở đông nam châu Âu, Thổ Nhĩ Kỳ, Israel và Iran tới Trung Á, miền nam Xibia, Trung Quốc và Mông Cổ.
Con trưởng thành bay từ tháng 4 đến tháng 5 ở Israel và từ tháng 5 đến tháng 7 và từ tháng 8 đến tháng 10 ở Ý làm hai đợt.
Ấu trùng ăn các loài various Atriplex, Salsola và Chenopodium và probably other halophilous shrubs.

## Phân loài
- Anarta stigmosa stigmosa
- Anarta stigmosa atlantica (France, Corse, Ý)